# Albert Zalewski
Albert Zalewski (ur. 11 czerwca 1933 w Osierodku, zm. 2008 w Gdańsku) – polski rzeźbiarz, profesor PWSSP (ASP) w Gdańsku.

## Życiorys
W roku 1954 ukończył Liceum Sztuk Plastycznych w Białymstoku. Studiował na Wydziale Rzeźby w Państwowej Wyższej Szkoły Sztuk Plastycznych w Gdańsku (od 1996 r. nazwa uczelni: Akademia Sztuk Pięknych w Gdańsku); dyplom uzyskał w roku 1960 w pracowni profesora Stanisława Horno-Popławskiego. W latach 1960–2002 pracował na gdańskiej uczelni. Początkowo jako asystent profesora Stanisława Horno-Popławskiego, następnie prowadził Pracownię Rzeźby dla malarstwa i grafiki, podstawy projektowania plastycznego i Pracownię Rzeźby dla I i II roku. W 1973 otrzymał tytuł doktora. Prodziekan w latach 1987–1990, w latach 1990–1993 dziekanem Wydziału Rzeźby. W 1999 przeszedł na emeryturę, pracując nadal w gdańskiej ASP do 2002 r. Udział przy realizacjach pomnikowych Stanisława Horno-Popławskiego; autor rzeźb plenerowych. W 1981 odznaczony został Złotym Krzyżem Zasługi. Został pochowany (6.11.2008) na cmentarzu Srebrzysko w Gdańsku.